# Festivalbar 2008
Festivalbar 2008 è una compilation pubblicata per celebrare la quarantacinquesima edizione del Festivalbar che avrebbe dovuto svolgersi durante l'estate del 2008 a Padova e Palermo, con la finale a Verona condotta da Teo Mammucari e Lucilla Agosti: tuttavia tale edizione non vide mai la luce per mancanza di fondi. Ciò nonostante vennero messe in commercio, per l'ultima volta, le raccolte di brani della manifestazione, che, come avveniva dal 1998, erano due dischi denominati, in base al colore della copertina, "compilation rossa" e "compilation blu", nell'occasione pubblicati rispettivamente da EMI italiana e Rhino/Warner.

## Compilation rossa
1. Vasco Rossi - Gioca con me
2. Coldplay - Violet Hill
3. Zucchero - Tutti i colori della mia vita
4. OneRepublic - Stop and Stare
5. Duffy - Mercy
6. Amy Winehouse - Love Is a Losing Game
7. Caparezza - Eroe (storia di Luigi delle Bicocche)
8. The Kooks - Always Where I Need to Be
9. Subsonica - L'ultima risposta
10. Finley e Belinda - Your Hero
11. Cinema Bizarre - Lovesongs (They Kill Me)
12. Gianluca Grignani - Ciao e arrivederci
13. Tom Baxter - Better
14. Alphabeat - Fascination
15. Maroon 5 - Won't Go Home Without You
16. Rihanna ft Ne-Yo - Hate That I Love You
17. Giuliano Palma & the Bluebeaters - Testarda io (la mia solitudine)
18. Sérgio Mendes ft will.i.am & Siedah Garrett - Funky Bahia
19. Hercules and Love Affair - Blind
20. Moby - I Love to Move in Here

## Compilation blu
1. Ligabue - Il centro del mondo
2. Max Pezzali - Mezzo pieno o mezzo vuoto
3. Cesare Cremonini - Dicono di me
4. Sara Bareilles - Love Song
5. The Ting Tings - Great DJ
6. Pino Daniele - Anema e core
7. Estelle - American Boy
8. Le Vibrazioni - Insolita
9. Mick Hucknall - Poverty
10. Yael Naïm - New Soul
11. Sonohra - Love Show
12. Leona Lewis - Better in Time
13. Daniele Silvestri - Monetine
14. James Blunt - Carry You Home
15. Baustelle - Colombo
16. Katie Melua - Ghost Town
17. Madcon - Beggin'
18. Jennifer Paige - Wasted
19. Piero Pelù - Tutti fenomeni
20. Negramaro - Via le mani dagli occhi

## Classifiche

### Versione rossa
| Classifica (2008)              | Posizione massima |
| ------------------------------ | ----------------- |
| Italia                         | 10                |
| Classifica di fine anno (2008) | Posizione         |
| Italia                         | 58                |

### Versione blu
| Classifica (2008)              | Posizione massima |
| ------------------------------ | ----------------- |
| Italia                         | 11                |
| Classifica di fine anno (2008) | Posizione         |
| Italia                         | 59                |